# Thomas Arthur de Lally-Tollendal

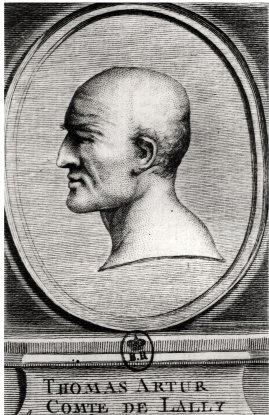
Thomas Arthur de Lally-Tollendal.

Thomas Arthur, greve de Lally, baron de Tollendal, född (döpt 13 januari) 1702 i Romans i Dauphiné, död 9 maj 1766, var en fransk militär av irländsk börd. Han var son till en irländsk jakobit, sir Gerard Lally, som kommit till Frankrike med Jakob II.
Lally tjänade sedan 1721 i franska armén, utmärkte sig i polska tronföljdskriget mot österrikarna vid Kehl och Philippsburg (1734) och framför allt i österrikiska tronföljdskriget (1740-1748), vid Dettingen (1743) och Fontenoy (1745), där han som överste för ett irländskt regemente genom anfall i engelsmännens flank avgjorde slaget och på själva valplatsen av Ludvig XV utnämndes till brigadgeneral. Han åtföljde 1745 pretendenten Karl Edvard vid invasionen i Skottland och var dennes adjutant i slaget vid Falkirk (januari 1746), återvände sedan till franska hären i Nederländerna under marskalken av Sachsen och befordrades 1748 till maréchal de camp. 
Då krig mellan Frankrike och England 1756 utbröt, fick Lally ledningen av en fransk expedition med uppgift att förjaga engelsmännen från södra Indien. Han landsteg i Pondicherry i april 1758 med fullmakt som kunglig kommissarie för Frankrikes kolonier i Indien och högste befälhavare över dess därvarande stridskrafter, men han lyckades varken som Dupleix, förvärva de inföddas förtroende eller vinna några varaktiga framgångar. Han erövrade emellertid (2 juni samma år) Fort Saint David, men kunde inte förmå amiral d'Aché att deltaga i ett planerat omedelbart angrepp på Madras, misslyckades själv vid en expedition mot Tanjore (juni-augusti) och hade, trots mycken personlig tapperhet och energi, lika liten framgång med sitt stora anfall mot Madras, som han fruktlöst belägrade december 1758–februari 1759. 
Till sist besegrades han av sir Eyre Coote i slaget vid Wandiwath (22 januari 1760), vilket tryggade engelsmännens herravälde i Deccan. Med beundransvärd tapperhet försvarade Lally sedan Pondicherry under en långvarig belägring, men nödgades 16 januari 1761 kapitulera, fördes som krigsfånge till England, fick enligt egen önskan på hedersord återvända till Frankrike för att inför domstol möta de grundlösa anklagelser för förrädisk pliktförsummelse, som hans fiender framställt mot honom, dömdes efter en sällsport partisk rättegång till döden (6 maj 1766) och avrättades några dagar senare. Domen upphävdes visserligen av Ludvig XVI 1778, men parlamentet i Rouen förklarade 1784 ånyo Lally skyldig, och förnyade försök av Lallys son att vid franska domstolar vinna upprättelse åt faderns minne ledde inte till framgång.